# Andrei Rădoi
Andrei Rădoi (n. 21 aprilie 1987, Baia Mare, România) este un jucător român de rugby în XV. Evoluează pe postul de taloner (hook).

## Carieră
S-a apucat de rugby vârsta de 14 ani în orașul său natal, Baia Mare, pentru a-l urma pe tatăl său. A debutat la seniori la CSM Știința Baia Mare, formație la care a câștigat trei titluri de campion național și două Cupe ale României. În 2008 s-a alăturat și echipei de dezvoltare Lupii București, care evoluează în Challenge Cup. În 2013 a semnat cu clubul englez Ealing Trailfinders, în liga a doua. În iunie 2015 s-a transferat la Timișoara Saracens.
Și-a făcut debutul la echipa națională a României într-o partidă de Cupă Europeană a Națiunilor cu Cehia în martie 2008. A participat la Cupa Mondială de Rugby din 2011 si 2015 Până în octombrie 2015, a strâns 73 de selecții în națională și a marcat 56 de puncte, înscriind trei eseuri.